# Dominika Butkiewicz
Dominika Butkiewicz, po mężu Dwornik (ur. 22 lutego 1974 w Warszawie) – polska szpadzistka, medalistka mistrzostw świata i medalistka mistrzostw Polski.

## Kariera sportowa
Była zawodniczką Warszawianki (1987-1997) i AZS Politechnika Wrocław (1997-2000). Jej największymi sukcesami w karierze międzynarodowej były indywidualny brązowy medal mistrzostw świata kadetów w Foggii w 1991 i drużynowy brązowy medal mistrzostw świata w Atenach w 1994 (z Joanną Jakimiuk, Dorotą Słomińską i Magdaleną Jeziorowską).
Na mistrzostwach Polski zdobyła trzy złote medale drużynowo (1990, 1995, 1996), cztery medale srebrne drużynowo (1994, 1997, 1999, 2000), trzy medale brązowe indywidualnie (1992, 1996, 1998) i trzy medale brązowe drużynowo (1991, 1992, 1998).
Jest córką Michała Butkiewicza.